# Gerenia waterhousei
Gerenia waterhousei är en insektsart som först beskrevs av Bolívar, I. 1918.  Gerenia waterhousei ingår i släktet Gerenia och familjen gräshoppor. Inga underarter finns listade i Catalogue of Life.